# Riedl Lajos
Riedl Lajos (németül Ludwig Riedl, Sajp, 1869. augusztus 17. – Budapest, 1936. május 7.) osztrák-magyar katonatiszt, altábornagy, a Katonai Mária Terézia-rend lovagkeresztjének kitüntetettje.

## Élete

### Családja
Riedl Lajos 1869. augusztus 17-én született Sajpon Csáktornya közelében, családja zalai gyökerekkel rendelkezik. Felmenői között több katonatiszt is megtalálható, nagyapja, Riedl János tüzér volt a tüzérség 3. bombászkaránál (Bombardier-Corps). Apja, Riedl Károly tizennégy évesen részt vett az 1848–49-es forradalom és szabadságharc küzdelmeiben, Klapka György komáromi seregében szolgált. A szabadságharc leverését követően a huszársághoz került, huszártisztként szolgált az 1. huszárezredben, majd mint százados (Rittmeister) a 3. huszárezredben. Részt vett az 1859-es és az 1866-os itáliai háborúkban, az 1866. június 24-ei villafrancai harcokban súlyosan megsebesült. Érdemei elismeréséül kiérdemelte a Katonai Érdemkeresztet, a ma Pozsony délkeleti részét alkotó Püspökiben (Pozsonypüspöki) halt meg 1902-ben.

### Tanulmányai és pályakezdése
Riedl Károlynak két fia született, és mind Lajos, mind öccse, Miklós  a katonai pályát választotta. Lajost tízévesen a kőszegi Katonai Alsó-Reáliskolába íratták, a tanulmányait 1883–1886 között a morvaországi Weißkirchenben (Hranice) található Katonai Felső-Reáliskolában folytatta, majd Bécsbe a műszaki katonai akadémiára került. Katonai szolgálatát 1889. augusztus 18-án kezdte meg hadnagyként a Komárom mellett állomásozó 5. tüzérezrednél, majd 1891 nyarától 1892 őszéig az Osztrák–Magyar Monarchia Lovassági Oktatótisztképző Intézetében (k.u.k. Equitationsinstitut) tanult Bécsben. Sikeres vizsgáját követően 1895 őszéig lovasoktatóként szolgált a 12. tüzérségi dandár kiképző iskolájában, valamint a 12-es tüzérségi ezred 5. ütegénél. 1893. december 23-i hatállyal előléptették főhadnaggyá. 1895-97 között a bécsi Hadiiskolában (Kriegsschule) tanult, majd csatlakozott hadtestének vezérkarához. Riedl egyike azon kevés osztrák-magyar katonatisztnek, akik a hadsereg Lovassági Oktatótisztképző Intézetét és a Hadiiskolát is elvégezték.
1899 novembere és 1902 májusa között századosi rangban tüzérosztály és ütegparancsnok az eperjesi állomáshelyű 18. tüzérezrednél. 1902. május 1-től 1. o. százados, 1909. május 1-étől őrnagy, több különböző pozícióban is szolgált, többek közt a vasúti szervezeti egységnél. 1908. augusztus 12-én kitüntették a Bronz Katonai Érdeméremmel és a kassai 27. gyalogezred törzskarának tagja lett 1913 novemberéig, 1912-től alezredes. 1913 novemberétől a világháború kitöréséig egy félezred parancsnoka a 12. tábori tüzérezrednél Budapesten.

### Szerepe az első világháborúban
Az első világháború kitörését követően a temesvári katonai parancsnokság vezérkari főnökévé nevezték ki, ő felelt a mozgósításért, továbbá megszervezte Orsova védelmét. Saját kérésére frontszolgálatra helyezték át, október 7-december 31. között ő volt az ideiglenes parancsnoka a 33. tábori tüzérezrednek. Az ő vezetésével az ezred október 17-től részt vett a San folyó melletti harcokban Barycz mellett és a Przemyśltől délkeletre folyó heves összecsapásokban. Október 26-ától ideiglenes a 11. tüzérezred parancsnokságát is megkapta. 1914. november 1-étől ezredes. December 21-én megkapta a Vaskorona-rend harmadik osztályát, 1915. január 1-től kinevezték a 12. gyaloghadosztályhoz tartozó 1. tábori tüzérezred parancsnokává, mely a VI. hadtest részeként (parancsnoka Arthur Arz von Straussenburg altábornagy) részt vett a keleti fronton 1915 tavaszán meginduló offenzívában.
Az 1915. május 2-án meginduló hadművelet (gorlicei áttörés) sikeres végrehajtásának egyik kulcspontja volt, hogy az oroszok által drótakadályokkal és fedett árkokkal megerősített, valóságos erőddé átalakított Pustki-hegyet a támadó csapatok minél hamarabb hatalmukba kerítsék. A feladatot az akcióra idejére a 11. német hadsereg alá beosztott kassai VI. Hadtest kapta, a 12. hadosztályhoz tartozó, Pustki-hegy előtti frontszakasz parancsnokává Metz Rezső (Rudolf) vezérőrnagyot nevezték ki, hozzá osztották be a hadosztály tüzérségét és a hadosztálytartalékot is.
Metz tábornok a vezérkar elé terjesztett elképzelése szerint a támadó katonáknak keskeny arcvonalon kell áttörniük az orosz védelmet, ezért a gyalogságot a tüzérségi tűz fedezete mellett közvetlen az ellenséges állások elé, rohamtávolságra akarta előretolni. Kihasználva az alá beosztott, nagy erejű tüzérséget annak tűzét koncentráltan kívánta használni, szétrombolva a keskeny frontvonalon fekvő orosz állásokat és megnyitva az utat az előrenyomuló osztrák-magyar katonaság számára. A Pustki-hegy közvetlen megrohamozásával saját cs. és kir. 23. gyalogdandárját bízta meg, ennek alá rendelte a Riedl vezette tüzérdandárt, mely összesen nyolcvan löveggel rendelkezett, mely elég volt a kívánt hatás elérésére. A vezérkar elfogadta Metz támadási tervét, a Riedl által kidolgozott tüzérségi tervet a koncentrált tüzérségi tűz alkalmazását illetően azonban elvetette. Az ezredes erre, Metz tábornokkal egyetértésben elhatározta, hogy nem engedelmeskedik a parancsnak, hanem megmarad a tűzösszpontosítást kimondó rendelkezései mellett és ezért vállalják a teljes felelősséget. Ez később fontossá vált a győzelem kivívásának szempontjából.
A május 2-án reggel hat és tíz óra között minden addiginál erősebb tüzérségi tűz zúdult az orosz állásokra, mely teljesen szokatlan volt az ellenségre nézve. Pustki-állás 650 méterére számolva minden 8 méterre esett egy löveg tüze és az általánosságban szűkösnek mondható lőszergyártás ellenére a lőszerkészlet
is bőséges volt, így a várt eredmény sem maradt el. A 39. gyaloghadosztály arcvonalából történt megfigyelés szerint a Pustkira irányított tűznek oly megrendítő hatása volt, hogy a védők minden szünetben kiugráltak az árkokból és csapatosan szaladtak el. Ez az osztrák-magyar katonák számára is új látványnak számított és lelkesítően hatott rájuk, mikor 10:00-kor megindult a gyalogság a sorozatos ágyútüzet követően. A gyalogság a tüzérségi tűztől szétzilált első két orosz árkot szinte veszteség nélkül elfoglalta, majd megkezdte a felkapaszkodást a meredek, sziklás hegyoldalon. Az orosz védelem igyekezett ellentámadásokkal gátat szabni az osztrák-magyar előretörésnek, de a Riedl által előrevont tüzérség támogatásával a csapatok 11.30-ra elfoglalták a Pustki-hegyet és több mint 1700 orosz katonát ejtettek fogságba.
Az offenzíva a következő hónapokban is folytatódott, Riedl a 12. tüzérezred kinevezett parancsnokaként részt vett a Gorlice-Breszt-Litovszk közötti harcokban és a Strypa folyó melletti összecsapásokban Észak-Galíciában 1915-16 fordulóján. Gorlicei teljesítménye elismerést váltott ki a hadvezetésből, megkapta a Lipót-rend lovagkeresztjét és a német Vaskereszt II. osztályát, továbbá előterjesztették a Katonai Mária Terézia-rendre is, amit végül a háború után kapott meg.
1916. június 5-én a tüzérezred élén Rudolf Andersch vezérőrnagy váltotta fel őt és megkapta a szomszéd frontszakaszon állomásozó 39. honvéd tüzérezred parancsnokságát. Ezredével a részt vett az orosz Bruszilov-offenzíva elleni védekező harcokban augusztus 15-ig mint a 39. honvéd hadosztály része, majd augusztus 18-ig az ún. Hofmann-hadcsoport kötelékében. Ezt követően előbb visszakerült a 38. honvéd hadosztályhoz, majd Metz cs. és kir. 11. gyaloghadosztálya mellett vett részt a Tlustobáhy-Horozanka-Dryszcow körüli védelmi harcokban. Augusztus 31-én megkezdődött ezredének átszállítása Erdélybe, ahol részt az alakulat részt vett a Románia elleni támadó hadműveletben. 1917 márciusában mint dandárparancsnok vett részt az erdélyi hadszíntéren, Csíkszereda közelében azokban a harcokban, ahol visszaszorították a túlerőben levő ellenséges haderőket és ezzel az egész környéket felszabadították az ellenség nyomása alól.
1917 őszén tüzériskolát alapított, azonban az intézmény a háborús terhek növekedésével párhuzamosan hamarosan beszüntette a működését. 1918. január 29-től újra frontszolgálatba kerül, a Karni-Alpokban lett a 98. gyalogezred parancsnoka. Az 1918. november 3-án megkötött padovai fegyverszünet hírére az egységével együtt ő is beszüntette a harcot, azonban az előrenyomuló olaszok elfogták. 1918. november 11-i hatállyal vezérőrnagyi rangot kapott.

### A világháború után
Közel egy éves olasz hadifogságot követően hazatérhetett és csatlakozott a szerveződő Nemzeti Hadsereghez. 1920. február 17-én kinevezték a Szénügyek Katonai Felügyelőjévé. 1921. november 1-ig töltötte be ezt a posztot,ugyanezen a napon előléptették altábornaggyá. 1921. november 1-i hatállyal nyugállományba került. 1927. október 25-én a gorlicei áttörésben játszott szerepéért megkapta a rend káptalanjától a Katonai Mária Terézia-rend lovagkeresztjét.
1930-ban tagja volt annak a tábornoki becsületbíróságnak, amely a frankhamisítási ügyben katonai becsületét tekintve rehabilitálta Windischgraetz Lajos herceget.
Utolsó éveiben betegeskedett, 1936. május 7-én hunyt el Budapesten, temetésére május 10-én került sor a Fiumei úti sírkertben teljes katonai tiszteletadás mellett.

## Művei, publikációi
- A cs. kir. 6. hadtest a gorlicei áttörési csatában 1915. május 2-án (Budapest, Stephaneum nyomda, 1928)
- A tüzérség a világháborúban és a jövőben[21]
- A tüzérség a világháborúban[22]
- A Lovcsen bevétele 1916-ban (Magyar Katonai Szemle 1931. II. füzet)[23]
- Az 1918. évi osztrák−magyar és az októberi olasz támadás (Magyar Katonai Szemle, 1931. 6.[24] és 7. szám[25])
- A tüzérség alkalmazása a folyamátkelés kierőszakolásánál[26]

## Kitüntetései
- Bronz Katonai Érdemérem (1908. augusztus 12.)
- Osztrák Császári Vaskorona-rend III. osztály, hadidíszítménnyel (1914. december 21.)[27]
- Osztrák Császári Lipót-rend lovagkeresztje, hadidíszítménnyel (1915. július 1.)[28]
- Német Vaskereszt, II. osztály (1915. október 20.)[29]
- Katonai Mária Terézia-rend lovagkeresztje (1927. október 25.)[1][3]